# Pogaństwo
Poganie – deprecjonujące określenie używane przez chrześcijan wobec wyznawców religii niechrześcijańskich, głównie niemonoteistycznych, politeistycznych i animalistycznych, w Polsce od XII wieku określeniem „poganin” posługiwano się jako formą zniewagi. Słowo poganin może mieć charakter deprecjonujący, jednak wielu wyznawców religii przedchrześcijańskich używa tego określenia bez negatywnego wydźwięku.

## Etymologia
Łacińskie słowo paganus znaczy „wieśniak”, a pagus znaczy „wieś”. Istnieją przy tym dwie możliwe etymologie słowa „pogaństwo”. Słowo paganus oznaczać mogło w łacinie klasycznej mieszkańca gminy wiejskiej, mogło jednak oznaczać też cywila, w przeciwieństwie do wojskowego. Mieszkańcy terenów wiejskich później przyjmowali chrześcijaństwo, co mogło być przyczyną zmiany znaczenia słowa paganus, odnoszącego się odtąd do niechrześcijan. Chrześcijanin określał się jako miles Christi („żołnierz Chrystusa”), więc zmiana znaczenia słowa paganus nastąpiła, gdyż paganus oznaczał „cywila” w sensie religijnym.

## Znaczenie
Nowe znaczenie terminu paganus nie było obecne przed panowaniem cesarza Konstantyna. Wcześniej na określenie niechrześcijan używano terminów pochodzenia biblijnego, nationes, gentiles i ethnicus. W pierwszych wiekach chrześcijaństwa, przed Konstantynem, religie niechrześcijańskie były wciąż jeszcze bardzo silne, także w ośrodkach miejskich. Później straciły jednak prestiż społeczny na rzecz chrześcijaństwa. Wobec faktu, że chrześcijanie stali się świadomi swojej liczebności i prestiżu społecznego, przeciwstawienie paganus – militaris, źródło nowego określenia niechrześcijan, mogło się im wydać oczywistym (a przy tym niekoniecznie poniżającym względem pogan).
Wydaje się, że termin też używany był początkowo w języku potocznym. Jako potoczny określa go jeszcze Augustyn z Hippony – gentiles vel iam vulgo usitato vocabulo paganos (Epist. 184). Pierwszym dokumentem o charakterze oficjalnym, w którym został użyty, był reskrypt cesarza Walentyniana I z roku 370 (Codex Theodosianus 14.2.18).
Ponieważ określenia „poganin” i „pogaństwo” mają charakter deprecjonujący, były i nadal są wykorzystywane jako narzędzie w dyskusjach religijnych i światopoglądowych. Terminu tego nadużywano zwłaszcza w katolicyzmie. Zakon krzyżacki, zarzucając Litwinom „pogaństwo”, usprawiedliwiał swoje najazdy na Litwę, zaś, zarzucając Polakom sprzymierzenie się z „pogańskimi” Litwinami, usprawiedliwiał napaści na Polskę. Przeciw nadużywaniu terminu „pogaństwo” już w XV wieku występował Stanisław ze Skarbimierza i Paweł Włodkowic.